# Isla Brasileña
Isla Brasileña en liten obebodd ö vid sammanflödet av Uruguayfloden och Quaraifloden mellan den argentinska, brasilianska och uruguayanska gränsen som är omstridd av de två sista. 
Brasilianska myndigheter hävdar att ön tillhör Barra do Quaraí kommun i Rio Grande do Sul medan uruguayanska myndigheter att den tillhör Bella Unión i Artigas. Ingetdera landet har dock visat intresse för att aktivt genomdriva sina anspråk på ön, till exempel genom att skicka trupper dit.